# Santuario di Santa Lucia (Medesano)
Il santuario di Santa Lucia è un luogo di culto cattolico dalle forme barocche, situato in via Santa Lucia a Santa Lucia, frazione di Medesano, in provincia e diocesi di Parma; è sede di una parrocchia compresa nella zona pastorale della Pedemontana.

## Storia
Il luogo di culto originario fu costruito in epoca medievale; la più antica testimonianza della sua esistenza risale al 1354, quando l'Ecclesia Sancte Lucie de Varano Marchionum fu menzionata nella Ratio Decimarum della diocesi di Parma tra le dipendenze della chiesa di San Giorgio Martire di Varano dei Marchesi, all'interno della giurisdizione della pieve di Fornovo.
Nel 1565 il tempio fu ricostruito.
Il 13 maggio del 1607 la chiesa fu solennemente consacrata dal vescovo di Fidenza Giovanni Giorgio Linati e due anni dopo fu elevata a sede parrocchiale autonoma.
Tra il 1731 e il 1794 il luogo di culto fu completamente riedificato in stile barocco; in adiacenza fu costruita anche la canonica.
Il 21 ottobre del 1952 il tempio fu elevato a santuario diocesano intitolato alla vergine e martire santa Lucia.
Intorno al 1960 la chiesa fu sottoposta a lavori di restauro.

## Descrizione

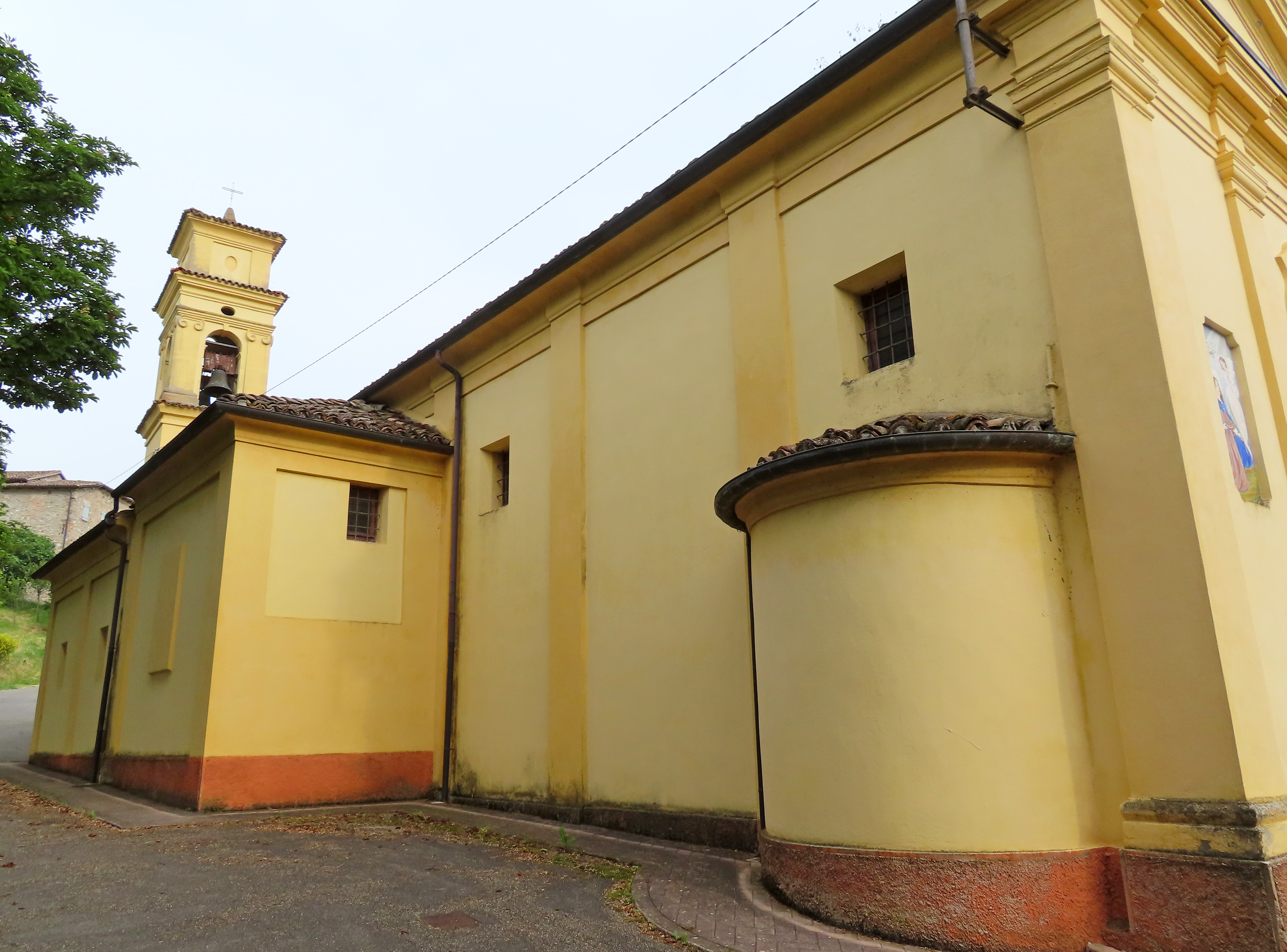
Lato nord

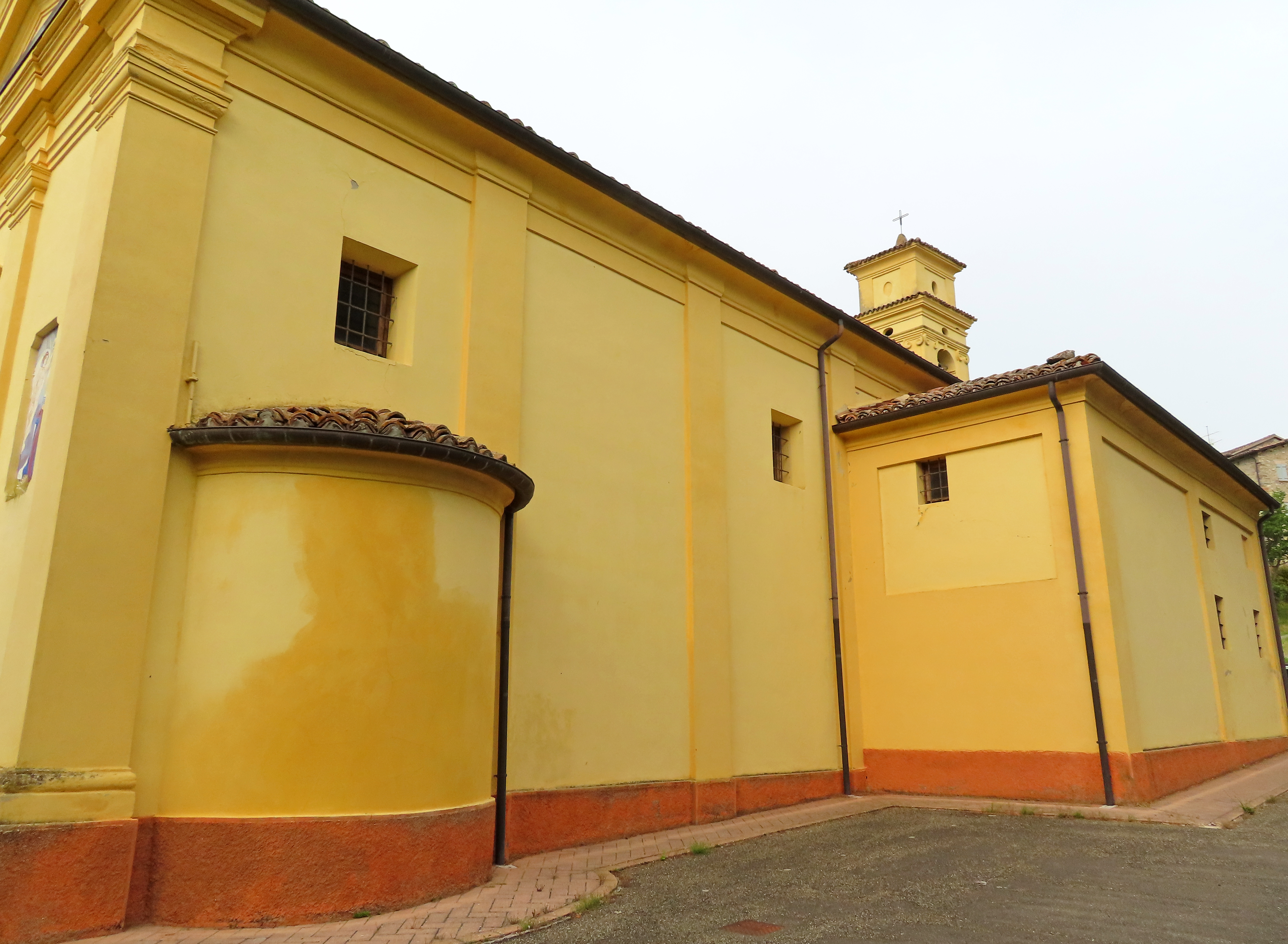
Lato sud

La chiesa si sviluppa su un impianto a navata unica affiancata da una cappella per lato, con ingresso a ovest e presbiterio absidato a est.
La simmetrica facciata a capanna, interamente intonacata, è tripartita da quattro lesene elevate su un basamento e coronate da capitelli dorici a sostegno del cornicione spezzato in aggetto; al centro è collocato l'ampio portale d'ingresso ad arco mistilineo, delimitato da una cornice in rilievo; più in alto si apre una finestra a profilo mistilineo, anch'essa incorniciata; ai lati si trovano due piccole specchiature con spigoli smussati; in sommità si staglia un frontone triangolare spezzato con cornice in aggetto, contenente un oculo a profilo mistilineo.

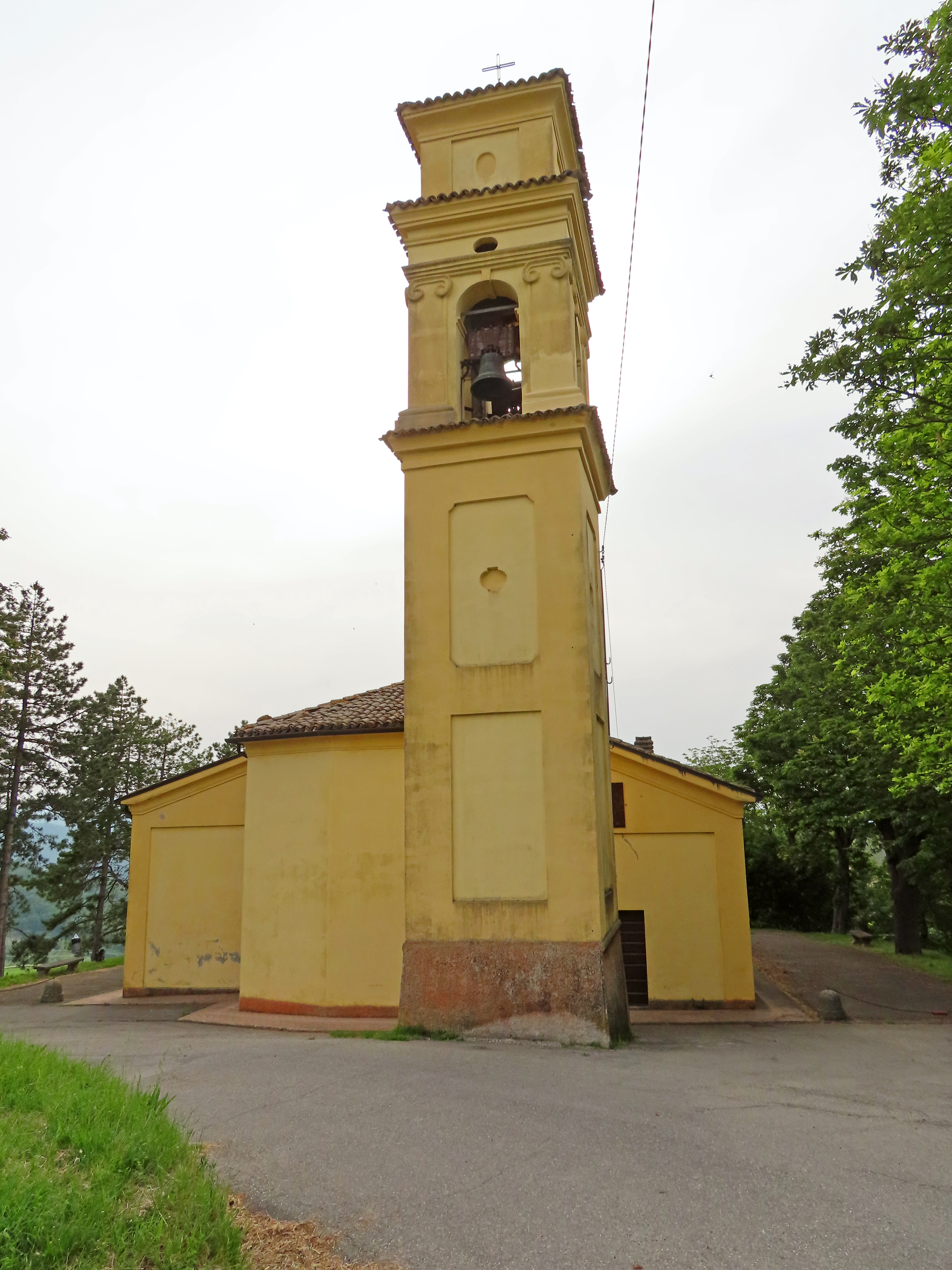
Retro e campanile

Dai fianchi, scanditi da lesene, aggettano i volumi delle cappelle; sul retro si erge isolato il campanile intonacato, decorato con una serie di specchiature con spigoli smussati; la cella campanaria si affaccia sulle quattro fronti attraverso ampie monofore ad arco a tutto sesto delimitate da lesene ioniche; in sommità si erge oltre il cornicione in rilievo una lanterna a pianta quadrata.
All'interno la navata, coperta da una volta a botte lunettata dipinta, è affiancata da una serie di lesene doriche a sostegno del cornicione perimetrale modanato; le cappelle laterali si affacciano simmetricamente sull'aula attraverso ampie arcate a tutto sesto.
Il presbiterio, lievemente sopraelevato, è preceduto dall'arco trionfale a tutto sesto, retto da paraste doriche; l'ambiente, chiuso superiormente da una volta a botte lunettata, accoglie l'altare maggiore marmoreo a mensa, aggiunto intorno al 1960; sul fondo l'abside, coperta dal catino a semicupola affrescato, è illuminata da due monofore laterali.